# Шильдер, Карл Андреевич
Карл Андре́евич Ши́льдер (27 декабря 1785 [7 января 1786], Витебская губерния, Российская империя — 11 [23] июня 1854, Калараш, Румыния) — русский военный инженер, генерал-адъютант (11 октября 1833), инженер-генерал (26 ноября 1852). Герой русско-турецкой войны 1828–1829 гг. и Польской кампании 1831 года, участник Крымской войны.

## Биография
Родился 27 декабря 1785 (7 января 1786) года  в усадьбе Симаново Невельского уезда Витебской губернии (ныне Невельский район Псковской области). Отец — Генрих (Андрей Михайлович) фон Шильдер, родившийся в Риге в 1744 году и скончавшийся в имении Борисово Невельского уезда в конце 1813 или в начале 1814 года, был крупным невельским помещиком; также он был и надворным советником Польского двора, дворянином Священной Римской империи. Мать — Каролина-Барбара (Екатерина Григорьевна), урожденная Прицбур. Сестра Карла, Шарлота (ок. 1790 — 1870) была супругой родоначальника рода Бенеке фон Дуве, Отто (ок. 1780 — август 1861). 
Среднее образование получил в Московском благородном университетском пансионе. В 1802 году поступил на военную службу в Московский гарнизонный батальон в чине унтер-офицера. В 1803 году был зачислен в школу колонновожатых при Депо свиты царя.
В 1805 году был в сражении при Аустерлице. Обратив на себя внимание графа К. И. Оппермана, в 1811 году командирован им на работы по расширению Бобруйской крепости. Затем участвовал в обороне последней во время блокады её польскими войсками в 1812 году.
В 1813 году был переведён в 1-й сапёрный батальон, где служил до 1818 года, когда, по семейным обстоятельствам, вышел в отставку в чине подполковника. Однако в 1820 году, по приглашению великого князя Николая Павловича, вновь поступил на службу командиром 2-го пионерного батальона, а в 1826 году был назначен командующим лейб-гвардии Сапёрным батальоном, с которым участвовал в русско-турецкой войне 1828–1829 годов.
С прибытием гвардейских сапёров под Варну, заболел. Начатая без него постепенная атака крепости шла неудачно. Немедленно по выздоровлении составил свой план атаки и блестяще привёл его в исполнение. С началом кампании 1829 года под Силистрией с успехом руководил планомерной осадой, которая завершилась сдачей крепости.
Польская кампания 1831 года застала его исправляющим должность начальника инженеров Гвардейского корпуса. В сражении при Остроленке был ранен пулей в ногу, но при штурме Варшавы находился на костылях среди самой жестокой свалки в укреплении Воля.

«…невзирая на рану, полученную при Остроленке, от которой ещё не излечился, и, двигаясь на костылях, находился везде впереди с гвардейскими саперами, которые, как в укреплении Воля, так и на главном городском валу, в самом жестоком огне производили работы, чтобы врезаться амбразурами…»— Генерал-фельдмаршал граф Паскевич
С 1831 по 1854 год Шильдер, назначенный 11 октября 1833 года генерал-адъютантом, являлся начальником инженеров действующей армии в Царстве Польском. Выделялся своей деятельностью по изобретению и испытанию разнообразных приёмов инженерной атаки и обороны. Наиболее замечательны его предложения: разборные канатный мост и понтонная переправа; проходческий щит для прокладывания минных галерей при осаде крепостей; подземные мины, трубчатые мины, системы контрминной борьбы; применение идей П. Л. Шиллинга к взрывам посредством гальванических электродетонаторов; подводные лодки с шестовыми минами и ракетами; гальванические и гальваноударные подводные мины, разработанные им совместно с академиком Б. С. Якоби.
Многие изобретения Шильдера значительно опередили современное ему состояние техники. Тайна подводной лодки Шильдера, испытанной в 1834 г., сохранялась так усердно, что она сама пропала бесследно, и сын Шильдера в 1870-х годах смог только узнать о ней кое-что со слов П. И. Патрика, плававшего на ней во время опытов, и найти в одном заброшенном архиве кое-какие чертежи. Чертёж первоначальной лодки помещён в книге М. Н. Мазюкевича: двигателем были гребки вроде гусиных лапок; применение их и винта осталось не выполненным, с лодкой было сделано много опытов довольно удачных, недостаточной оказалась скорость движения. Испытания этой первой в мире цельнометаллической подлодки, включая первый подводный запуск ракет, были осуществлены 29 августа 1834 года на Неве в 40 верстах выше Санкт-Петербурга. В присутствии Николая I c подводной лодки под командованием самого Шильдера запускались 4-дюймовые зажигательные ракеты, уничтожившие несколько учебных целей — парусных шаланд на якорях. Расчётные и проектные работы выполнял инженер-поручик Д. Щербачёв, за вооружение шестовую мину и пороховые ракеты отвечал подпоручик-артиллерист П. Ковалевский, гальваническим устройством занимался подпоручик Л. Бем, вентилятор для циркуляции воздуха внутри лодки предоставил изобретатель генерал А. Саблуков.
Замечательна также деятельность Шильдера как инициатора и организатора крепостных манёвров, опытов и других способов практической подготовки инженерного корпуса в мирное время, благодаря которым российские инженеры, с Э. И. Тотлебеном во главе, прошедшие в большинстве школу Шильдера, заняли потом такое почётное место в истории обороны Севастополя.
В период Крымской войны командировка в 1854 году в Дунайскую армию дала ему возможность для реализации новых идей: при уничтожении турецкой флотилии у Рущука огнём российских батарей, им построенных и остроумно маскированных анвелопами и флеровыми масками; при переправе российских войск у Браилова; при осаде Силистрии.
Начатая князем М. Д. Горчаковым, против желания главнокомандующего графа И. Ф. Паскевича-Эриванского, Дунайская кампания 1853—1854 годов велась бессвязно и вяло, вопреки инструкциям императора Николая I, что и отразилось рядом неудач.
Шильдер вёл беспощадную борьбу не только с неприятелем, но и с бесчисленными причинами, препятствовавшими благоприятному ходу российских действий на Дунае, особенно при осаде Силистрии. Всегда впереди со своими сапёрами, обходя осадные работы, он был тяжело ранен осколком гранаты в ногу и скончался 11 (23) июня 1854 года в госпитале в городе Калараш.
Император Николай I (в письме к князю М. Д. Горчакову) почтил его память словами:

«Потеря Шильдера меня крайне огорчила; такого второго не будет, и по знанию, и по храбрости».
Человек инициативы, с редким мужеством военным и гражданским, неистощимый в средствах для преодоления неожиданно возникающих преград, чуждый мелочности, Шильдер был вполне «рыцарь без страха и упрека» и заслужил название «Баярд русского инженерного корпуса».
В октябре 1911 года по инициативе известного военного историка Г. С. Габаева и других офицеров лейб-гвардии Сапёрного батальона прах Шильдера был перенесён из Калараша в Санкт-Петербург и помещён в церковь лейб-гвардии Сапёрного батальона во имя Святых Косьмы и Дамиана; вместе с названной церковью захоронение было уничтожено в советское время при строительстве станции метро «Чернышевская».

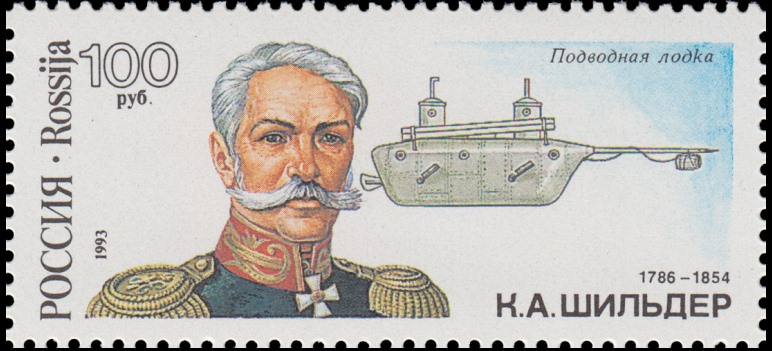
Почтовая марка. К. А. Шильдер (1786—1854). Портрет на фоне цельнометаллической подводной лодки.

## Разработки
- Разработал новую более эффективную систему контрминной борьбы (вместо вертикальных колодцев горизонтальные и наклонные трубы), противопехотные мины, камнемётные и картечные фугасы и др.
- Изобрёл оригинальные конструкции висячего канатного моста (1828) и переправочных средств («бурдючный мост», из быстро собираемых прорезиненных холщовых складных понтонов, 1836).
- Совместно с П. Л. Шиллингом разработал электрический способ воспламенения пороховых зарядов (1832—1836), а вместе с Б. С. Якоби сконструировал гальванические и гальвано-ударные морские мины (1838—1848).
- По проекту Шильдера были построен вооружённый артиллерией и ракетами пароход «Отважность» (1846), явившийся прообразом эсминца.

По его проекту был построен первый в России прототип подводной лодки (первые в мире цельнометаллическая) (1834), которая могла использоваться по прямому назначению. С неё, под его командованием, был выполнен первый в мире запуск ракет из подводного положения.
Двигателя на борту не было, лодка приводилась в движение мускульной силой, для чего оснащалась механическими «ластами» (затем – “водогоном” – гидрореактивным водомётом).
Вооружалась пороховой миной с электрическим взрывателем (была вооружена подводною мортирою /Брокгауз/.
Была построена на Александровском чугунолитейном и механическом заводе Берда в Санкт-Петербурге. и испытывалась в 1835—1841 годах. Документальных сведений о ней не удалось достать (однако найден список «достойных награждения 84 нижних чинов», участвовавших в создании лодки и ракет, получивших по 20-25 рублей ассигнациями)/Брокгауз/.

## В отзывах современников
Н. И. Ушаков, дежурный генерал при главнокомандующем Южной армией М. Д. Горчакове, оставил такой отзыв о Шильдере в период Дунайской кампании Крымской войны:
Он обыкновенно выезжал на работы в маленьком, открытом кабриолете, запряженном белыми лошадьми, в белой рубашке, или верхом на белой лошади, ни мало не думая, что для неприятеля это была лучшая цель. Его можно было упрекнуть только в неаккуратности, - по канцелярской части. Обыкновенно он доставлял очень поздно в главный штаб записки о предположениях на наступающую ночь и о наряде для того рабочих, что чрезвычайно затрудняло своевременную высылку людей от войск. Не редко приходилось посылать к нему двух или трех адъютантов; часто, не дождавшись ответа, князь Горчаков или генерал Коцебу сами отправлялись в палатку Шильдера, для получения сказанных сведений. Даже фельдмаршал [И. Ф. Паскевич], ставивший выше всего в подчиненных неустрашимость, удостаивал Шильдера выслушиванием от него довольно длинных фантазий. Надобно сознаться, что покойный Шильдер во всем увлекался мечтами, но к сожалению не был настоящим практическим человеком. (Шильдер был большой защитник движущихся столов [т. е. поклонником спиритизма], верил от души их предсказаниям и до того увлекся этим, что перед самою войною перешел из лютеранской религии в православие. Он был твердо убежден, что война должна окончиться в нашу пользу и что о том объявил ему голос императора Александра Благословенного, из замогильной жизни); однако же фантазии его, и прежде и теперь осуждаемые, особенно людьми одного с ним ремесла, заслуживали нередко внимания. Жаль только, что по природной своей вспыльчивости, он высказывал и защищал свои мысли слишком горячо, выходя из себя, и пред младшими, точно также как и пред старшими. Однажды князь Горчаков, не дождавшись, по обыкновению, предположений и наряда на следующую ночь, сам посетил его и после жаркого спора, выходя из палатки и садясь на лошадь, сказал довольно громко: "это сатана". Шильдер, услышав это, выскочил из палатки в лагерь, в одной рубахе, с развивающимися от ветра седыми волосами, и кричал вдогонку : "да, я сатана, настоящий сатана!" К счастью такие выходки никогда не имели дурных последствий, ибо Шильдер, в спокойные минуты, был человек самый добрый и покорный подчиненный, а высокое его благородство заставляло старших быть к нему чрезвычайно снисходительными.

## Прохождение службы
- Прапорщик (17.05.1806)
- Штабс-капитан (13.08.1812)
- Капитан (17.02.1813)
- Подполковник (19.02.1818)
- Полковник (20.09.1821)
- Генерал-майор (29.09.1828)
- Генерал-адъютант (11.10.1833)
- Генерал-лейтенант (18.04.1837)
- Инженер-генерал (26.11.1852)

## Награды
Российские:
- Орден Святой Анны 4-й степени (27.12.1811)
- Орден Святой Анны 2-й степени (04.07.1822)
- Орден Святого Георгия 4-й степени (22.09.1828)
- Орден Святого Георгия 3-й степени (01.07.1829)
- Орден Святой Анны 1-й степени (29.05.1830)
- Императорская корона к ордену Святой Анны 1-й степени (18.10.1831)
- Золотая шпага с надписью "За храбрость", украшенная алмазами (25.06.1831)
- Орден Святого Владимира 2-й степени (22.08.1831)
- Знак отличия за военное достоинство 2-й степени (1831)
- Табакерка с вензелем Его Императорского Величества (1833)
- Знак отличия беспорочной службы за XXX лет (22.08.1839)
- Орден Белого орла (25.01.1844)
- Знак отличия беспорочной службы за XXXL лет (22.08.1848)
- Орден Святого Александра Невского (17.10.1851)
- Алмазные знаки к ордену Святого Александра Невского (25.03.1854)

Иностранные:
- Прусский орден Красного орла 2-й степени со звездой и алмазами (1842)
- Прусский орден Красного орла 1-й степени (1851)